# Offenes Kunst- und Kulturhaus Vöcklabruck

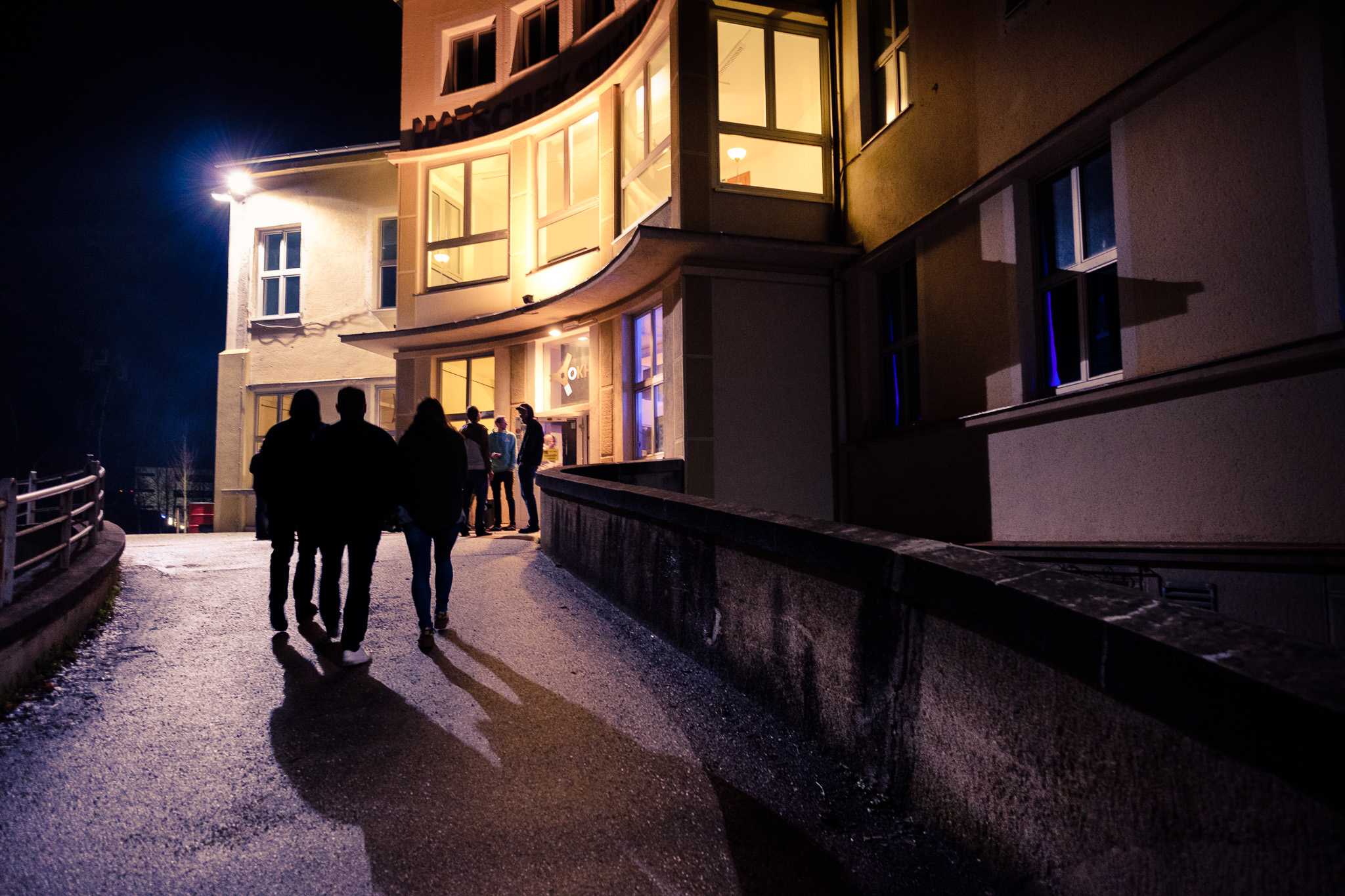
Offenes Kunst- und Kulturhaus Vöcklabruck

Das Offene Kunst- und Kulturhaus Vöcklabruck (OKH) ist ein Kulturzentrum in der Stadt Vöcklabruck. Es befindet sich auf dem Gelände des ehemaligen Krankenhauses mit Namen „Hatschekstiftung“ und bietet seit 2012 eine Plattform für kulturelle, künstlerische und soziale Aktivitäten.

## Geschichte
Das Gebäude entstand nach Plänen der Architekten Hermann Aichinger und Heinrich Schmid jr. (1885–1949) in den Jahren 1927 bis 1931. Gestiftet wurde es als Krankenhaus von Hans Hatschek, an den die Inschrift HATSCHEK STIFTUNG auf der Fassade erinnert.
Nach dem Ende seiner medizinischen Nutzung stand das Haus mehrere Jahre leer, bevor die Idee aufkam, es in ein Kulturzentrum umzuwandeln. Im Jahr 2007 gründete sich der Verein „Kunst- und Kulturhaus Vöcklabruck“, der das Ziel verfolgte, einen Raum für Kunst und kulturelle Veranstaltungen zu schaffen. Nach intensiven Vorbereitungen und Umbauten wurde das OKH im Jahr 2012 offiziell eröffnet. Die Stadt Vöcklabruck unterstützt das OKH durch die Bereitstellung des historischen, denkmalgeschützten Gebäudes und beteiligt sich an den Instandhaltungskosten.

## Programm und Aktivitäten

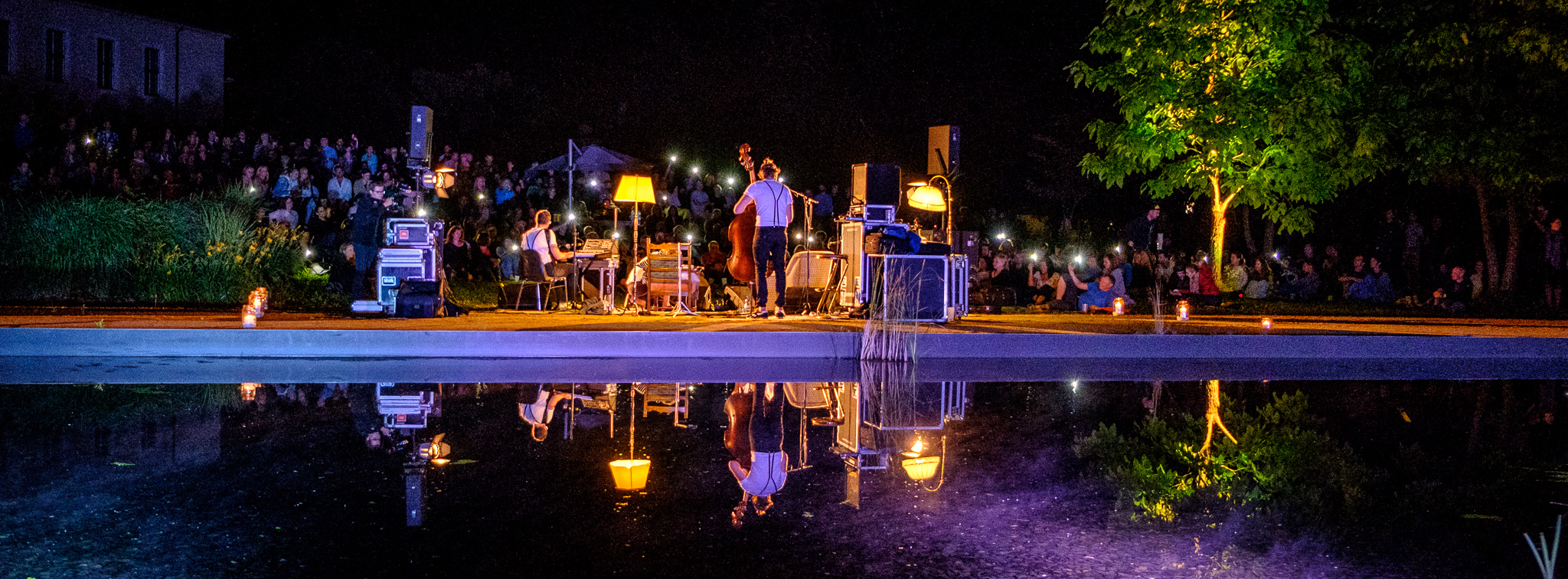
5/8erl in Ehr’n beim OKH-Open Air 2017

Das OKH bietet ein breites Spektrum an Veranstaltungen, die von Musik- und Theateraufführungen über Lesungen bis hin zu Ausstellungen reichen. Kooperationen mit sozialen Initiativen wie dem Jugendzentrum youX, der Foodcoop Vöcklabruck und dem Otelo Vöcklabruck ergänzen das Angebot.

## Organisation und Trägerschaft
Das OKH Vöcklabruck wird von einem gemeinnützigen Verein betrieben, der sich aus einer Gruppe engagierter Ehrenamtlicher zusammensetzt. Diese Struktur ermöglicht es, das Kulturhaus als unabhängige und gemeinnützige Institution zu führen, die keinen kommerziellen Interessen unterliegt. Die Mitglieder des Vereins organisieren und koordinieren die verschiedenen Veranstaltungen, pflegen Kooperationen mit anderen kulturellen Initiativen und übernehmen administrative Aufgaben.

## Auszeichnungen
- 2017: Kulturpreis des Landes Oberösterreich (Großer Landespreis für Initiative Kulturarbeit)
- 2021: Österreichischer Kunstpreis für Kulturinitiativen
- 2024: Oö. Landespreis für Umwelt und Nachhaltigkeit[9]